# Christian Decker (Musiker)

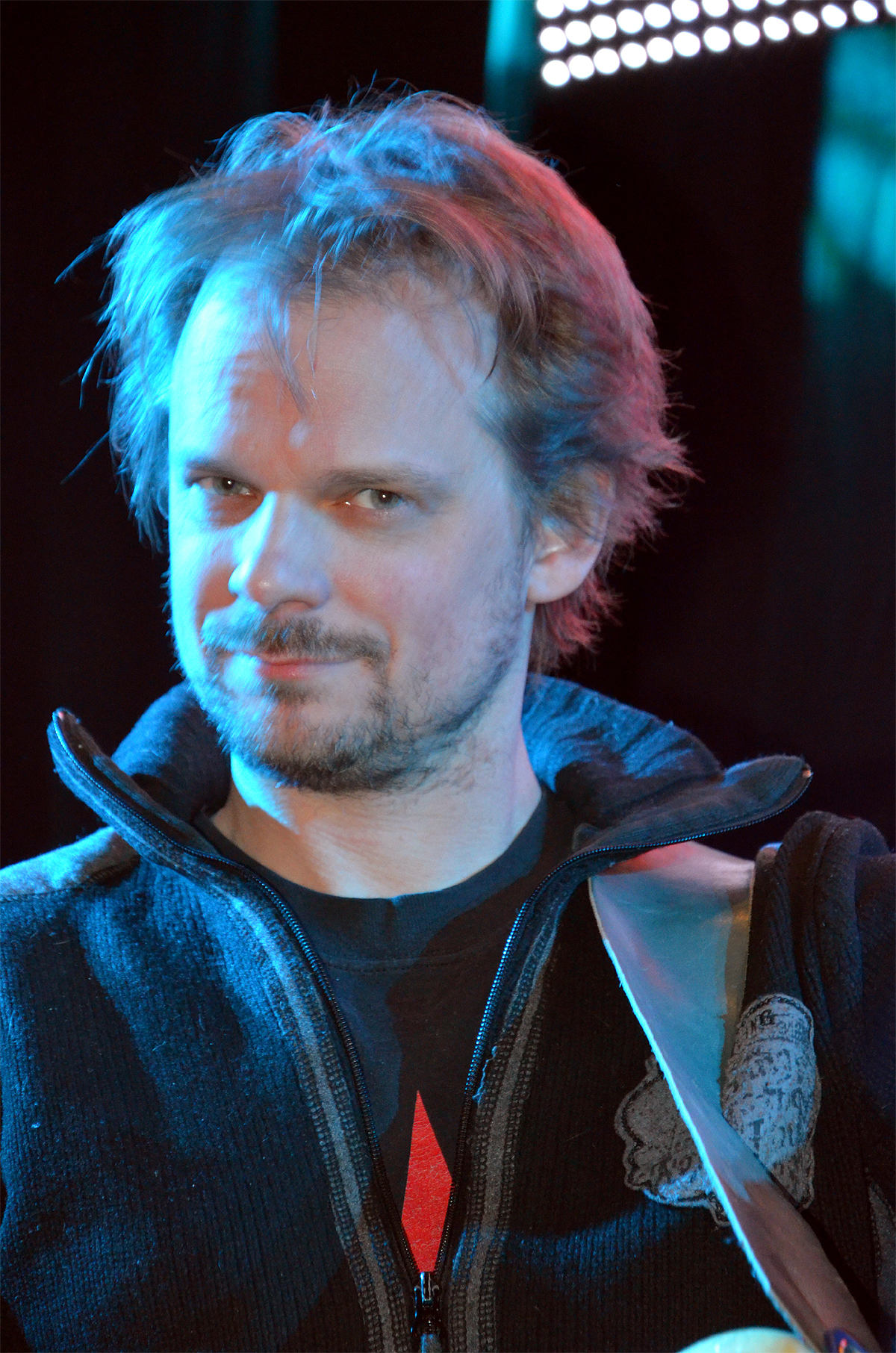
Christian Decker (2013)

Christian Decker (* 14. April 1972) ist ein deutscher Musiker, Musikproduzent und musikalischer Leiter am Theater. Er war von 1996 bis zur Auflösung im Jahre 2008 Bassist bei der deutschen Rockband Fury in the Slaughterhouse.

## Leben
Decker studierte von 1992 bis 1996 Musik in Hannover und Hamburg. Neben dem Studium spielte er in verschiedenen Bands in den jeweiligen Studienstädten.
Zum Ende seines Studiums folgte er 1996 Hannes Schäfer als Bassist bei der deutschen Rockgruppe Fury in the Slaughterhouse, wo er bis zur Auflösung der Band im August 2008 spielte. Daneben wirkte er als Bassist bei Studioaufnahmen mit Timo Maas, Patrick Nuo und der Gruppe Alphaville mit und begleitete unter anderem die Band Marquess seines Bruders Dominik Decker bei Live-Auftritten. Außerdem spielte er abwechselnd mit Christian Flohr Bass bei der Akustik-Soulgruppe tok tok tok.
Decker betreibt in Hannover sein eigenes Tonstudio „Time Tools“.
2008 wirkte Decker als Bassist am Soloalbum von Fabian Schulz mit. Im Jahr 2009 tourte er mit der 1st Songwriter Community, einer Band um die Solokünstler Astrid North, Ben Hamilton, Dirk Darmstaedter, Moritz Krämer und Fabian Schulz. Ebenfalls arbeitete er zusammen mit Fabian Schulz als Produzent für die Rock-’n’-Roll-Band Boppin'B.
In den Spielzeiten 2017/18 und 2018/19 war er als musikalischer Leiter am Schauspiel Hannover engagiert.